# Ramūnas
Ramūnas ist ein litauischer männlicher Vorname, abgeleitet von ramus (ruhig, „still“).

## Personen
- Ramūnas Birštonas, Privatrechtler, Rechtsanwalt und Professor
- Ramūnas Burokas (*  1985), Politiker,  Vizeminister
- Ramūnas Garbaravičius (*  1956),  Politiker, Mitglied des Seimas
- Ramūnas Godeliauskas (* 1973), Politiker, Bürgermeister von Rokiškis
- Ramūnas Kalvaitis (* 1961), Politiker, Vizeminister
- Ramūnas Navardauskas (* 1988), Radrennfahrer
- Ramūnas Skaudžius (* 1985), Politiker, Vizeminister der Bildung und Wissenschaft
- Ramūnas Šiškauskas (* 1978), Basketballspieler
- Ramūnas Usonis (* 1963), Politiker
- Ramūnas Vyšniauskas (* 1976), Gewichtheber